# Доходный дом Миансаровой
Дохо́дный дом М. Н. Мианса́ровой — Гу́тмана (Дом с изразца́ми) — здание бывшего доходного дома, возведённое в стиле неорусского модерна в 1908—1911 годах Сергеем Родионовым по заказу дочери предпринимателя Ивана Степановича Ананова — Елены (Глены) Миансаровой. С 2003-го комплекс находится в собственности телекоммуникационной компании «Мобильные ТелеСистемы».

## История

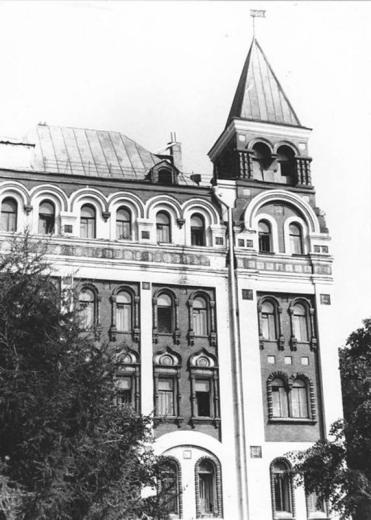
Башенный объём в правой части доходного дома Миансаровой, начало XX века

К концу XVII века участок на пересечении Малой Сухаревской площади и Сретенки занимал полковой артиллерийский двор, где размещались канцелярия, лазарет, амбар и хозяйственный службы части. С 1701 года на его территории действовала артиллерийская школа, где обучали инженерным наукам, грамоте и арифметике. По окончании учёбы выпускники получали офицерский чин и жалование, а также дачу за хорошую учёбу. К 1730-му заведение считалось одним из крупнейших в Москве, в его стенах обучалось свыше семисот человек. При этом уроки проходили только в четырёх просторных светлицах, располагавшихся по двум сторонам от сеней.
В 1851 году землю приобрёл купец Иван Степанович Ананов в качестве приданого дочерям. Но известно, что в 1887-м участок продолжал находиться в собственности предпринимателя. В этот период Городская дума выкупила часть территории для устройства переулка, который был назван в честь землевладельца — Анановский. Дочь Ивана Ананова Елена (в замужестве — Миансарова) приступила к строительству доходного дома только в 1908 году. Она поручила работы архитектору Сергею Родионову, который подготовил проект в стиле неорусского модерна. Фасады комплекса обильно декорировали поливными изразцами, изготовленными на Абрамцевском керамическом заводе промышленника Саввы Мамонтова и в мастерской Петра Ваулина «Кикерино». Возведение дома началось со стороны Сухаревской площади вдоль Панкратьевского переулка. Работы были окончены только в 1911 году, хотя отдельные искусствоведы датируют комплекс 1912-м. Кроме того, доподлинно неизвестно происхождение официального названия дома.
Первый этаж новопостроенного комплекса заняли магазины и трактир, верхние — комфортабельные квартиры под съём и гостиница «Рига». После Октябрьской революции в здании разместили коммунальные квартиры, позднее переоборудованные в отдельное жильё. В 1960-м со стороны двора комплекс дополнили одноэтажным флигелем, а через тридцать четыре года расширили пятиэтажной пристройкой с мансардой. В 1995—1996 и в 2000 годах фасады здания подновляли под руководством мастерской № 8 института «Спецпроектреставрация». В ходе работ доходный дом дополнили кованными козырьками, восстановили оригинальные двери, обновили кровлю и инженерные системы. В этот период здание перешло в ведение коммерческого банка и носило административный характер. С 2003-го бывший доходный дом числится в собственности у телекоммуникационной компании МТС, офис которой занял помещения комплекса. В июле 2018-го в здании проходило масштабное архитектурное изыскание с целью включения дома в список объектов культурного наследия. В 2021 году дом был включен в Единый государственный реестр объектов культурного наследия в качестве памятника архитектуры регионального значения.

## Архитектура

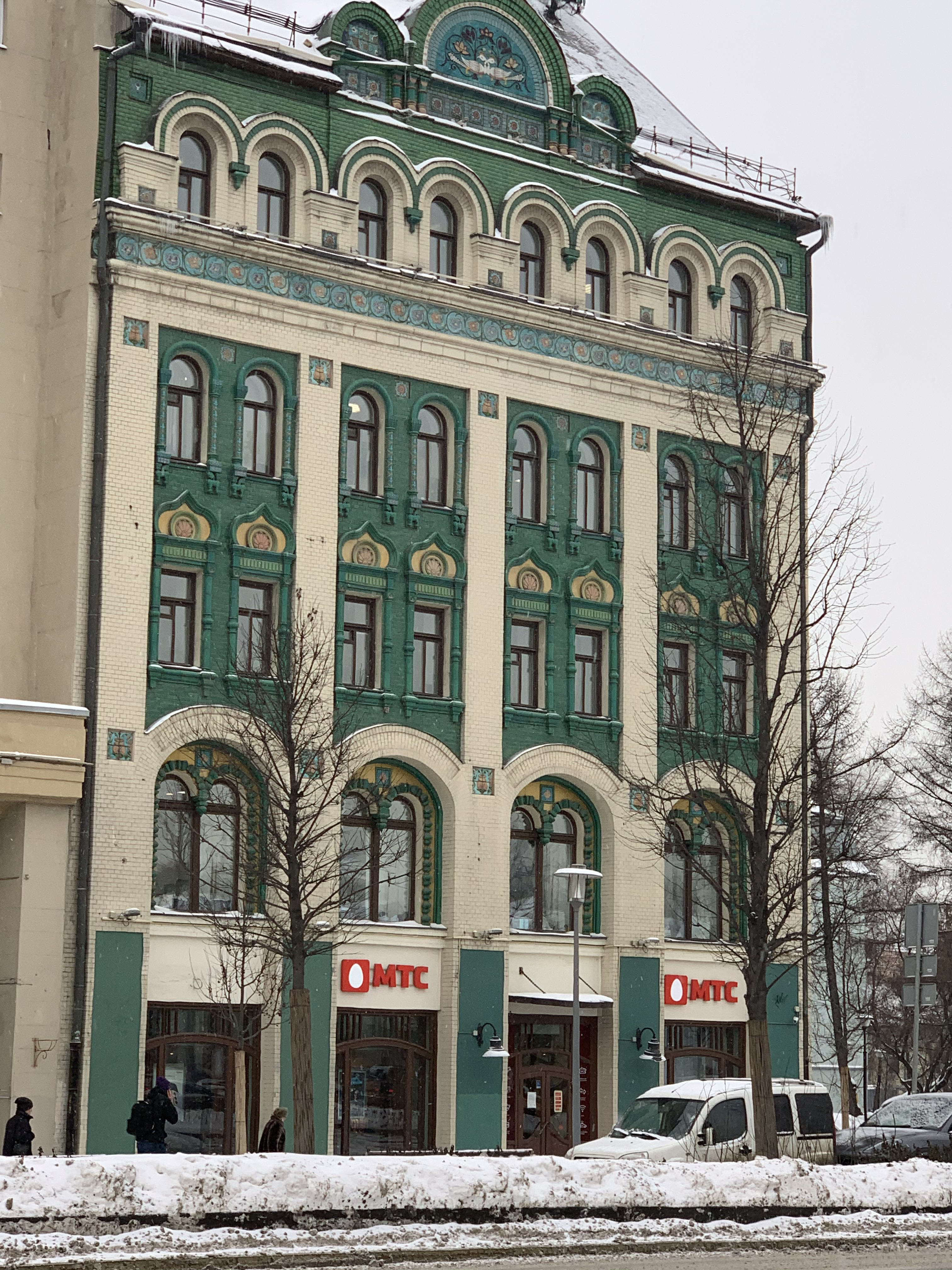

Массивный пятиэтажный дом имеет почти прямоугольную форму и выходит своим меньшим фасадом на Малую Сухаревскую площадь. Правый угол строения по Панкратьевскому переулку акцентирован башней с шатровым завершением и флюгером. Крыша представлена двускатным и бочкообразным объёмами, которые характерны для древнерусской архитектуры. Общее оформление комплекса соответствует историческим формам, которые сочетаются с эстетикой модерна. Так, чёткое разделение фасадов за счёт декоративных светлых лопаток и зелёных межоконных прясел придаёт комплексу более современный вид. Искусствоведы отмечают высокую художественную выразительность доходного дома, обильно украшенного разноцветными изразцами. Полихромный майоликовый фриз четвёртого этажа контрастирует с зелёными, белыми и жёлтыми глазурованными кирпичами и облицовкой кокошника в верхней части фасада, создавая яркую цветовую композицию. Некоторые изразцы копируют плиточный декор ярославской Церкви Иоанна Предтечи. Цокольный этаж отделан мрамором, центральный фронтон оформлен трёхчастным изразцовым панно, разновеликие окна украшены керамическими наличниками. Благодаря такому оформлению здание часто называют «Дом с изразцами».